# Destilação fracionada
Destilação fracionada é o processo de separação onde se utiliza uma coluna de fracionamento na qual é possível realizar a separação de diferentes componentes que apresentam propriedades físicas distintas, como o ponto de ebulição. Ela é um processo de separação e loteamento (agrupamento) dos produtos da mistura e é empregada quando os pontos de ebulição dos componentes de uma mistura são próximos e não é possível realizar uma destilação simples. Um aparelho mais complexo e que exige um pouco mais de tempo no processo.
Neste processo existe uma coluna de fracionamento que cria várias regiões de equilíbrio líquido-vapor, levando a uma série de micro destilações simples sucessivas, enriquecendo a fração do componente mais volátil da mistura na fase de vaporização.
Foi desenvolvida pelo italiano Tadeo Alderotti no século XIII.

## Definições

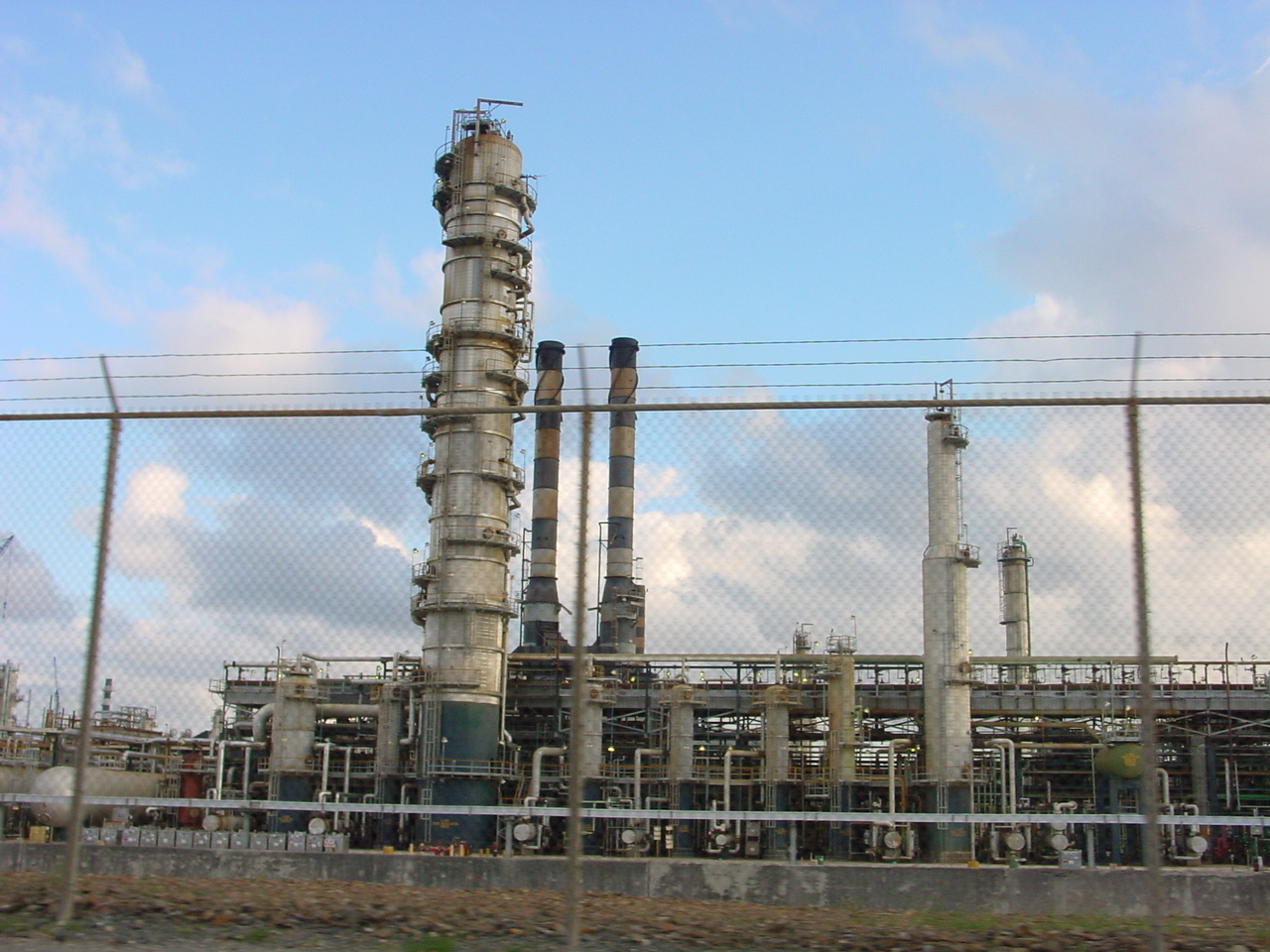
Torres de destilação industrial

Na destilação simples, notamos que nas primeiras frações do destilado, temos uma composição mais rica do componente mais volátil. Conforme o processo se mantém, temos o surgimento gradual do componente volátil, que impurifica o anterior. Quando a diferença dos pontos de ebulição dos compostos é alta, podemos, no entanto, prever esta etapa. Mas em misturas de compostos onde ambos apresentam pontos de ebulição próximos, necessitaríamos realizar inúmeras vezes este processo. Assim, torna-se vantagem usarmos uma coluna de fracionamento, realizando a destilação fracionada.
Neste método, usa-se um balão de destilação (alambique, ou refervedor, para uso em escala industrial), uma coluna de Hempel (ou uma coluna de destilação), um condensador e um receptor. A mistura a ser purificada é colocada no balão de destilação, que é aquecido. Surge então um vapor quente. Ele sobe pela coluna, mas vai se resfriando ao longo dela e acaba por condensar-se. Com a condensação, o composto volta a forma líquida, que retorna à fonte de calor. Vapores sobem continuamente pela coluna e acabam por encontrar-se com o líquido. Parte deste rouba o calor do vapor ascendente e torna a vaporizar-se. Este ciclo ocorre duas vezes ao longo de todo o comprimento da coluna.
Os vários obstáculos instalados na coluna forçam o contato entre o vapor quente ascendente e o líquido condensado descendente, gerando sucessivas destilações simples. Quanto maior a quantidade de estágios de vaporização-condensação e quanto maior a área de contato entre o líquido e o vapor no interior da coluna, mais completa é a separação e mais purificada é a matéria final.
A atenção à temperatura é importante. A cada salto de temperatura no termômetro, devem-se recolher os destilados correspondentes.
Ela é muito comum em refinarias de petróleo, para extrair diversos componentes que diferem muito pouco seu ponto de ebulição, tais como o asfalto, gasolina, gás de cozinha, entre outros. Nestas separações são empregadas colunas de aço de grande diâmetro, compostas de pratos ou de seções recheadas. Os internos, sejam pratos, chicanas ou recheios, tem como função colocar as fases vapor e líquido em contato, de modo a que ocorra a transferência de massa entre elas. Ao longo da coluna, a fase vapor vai se enriquecendo com os compostos mais voláteis, enquanto a fase líquida se concentra com os compostos mais pesados de maior ponto de ebulição.

## Destilação em laboratório
Ela é feita com dois líquidos que formam mistura homogêneas. Primeiro é aquecida no balão de destilação e o liquido com menor ponto de ebulição passa para o estado gasoso vai para o condensador  e passa para o estado liquido. Para o destilado ser mais puro deve-se repetir o processo mais de uma vez.

## Destilação Industrial

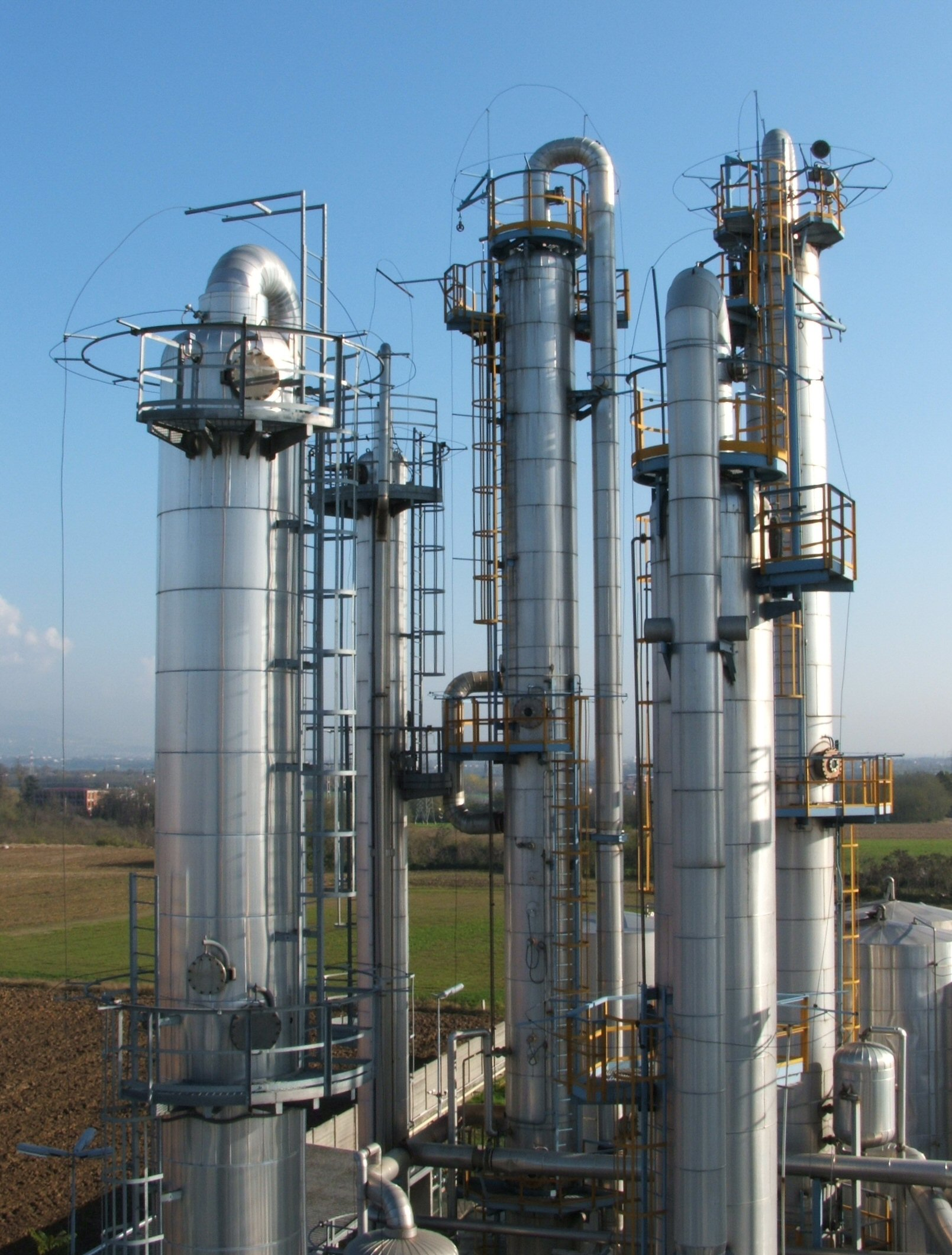
Colunas de destilação fracionada industrial

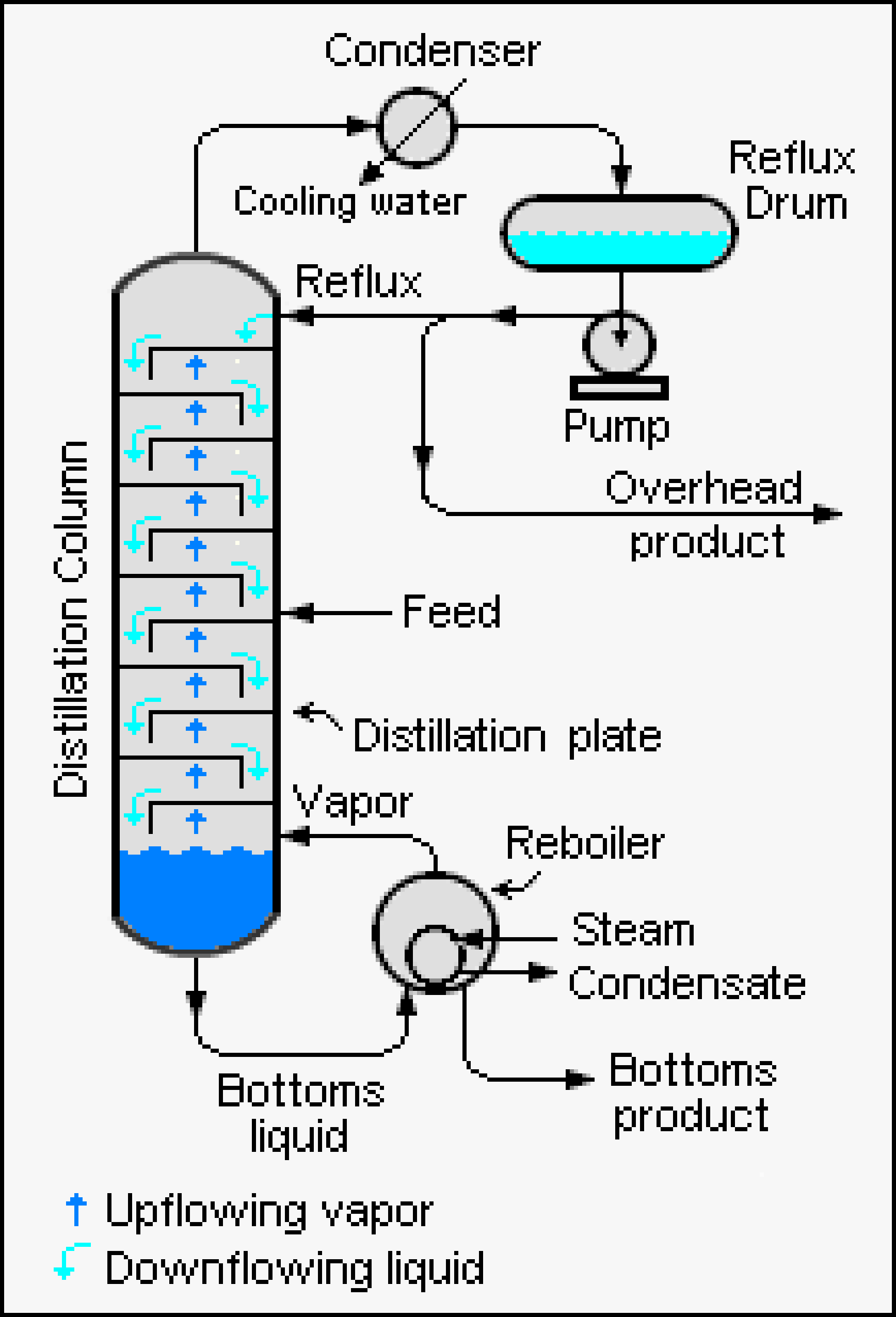
Diagrama de uma torre de destilação industrial

É comumente empregada no refino do petróleo. Na  maioria dos casos processo continuo. Novas matérias-primas estão sempre sendo alimentadas na coluna de destilação e produtos estão sempre sendo removidos. A menos que o processo seja perturbado devido a mudanças nas matérias primas, calor, temperatura ambiente, ou condensação, a quantidade de matéria prima a ser adicionada e o volume de produto a ser retirado são normalmente iguais.
A destilação industrial é tipicamente realizada em grandes colunas cilíndricas verticais conhecidas como "torres de destilação ou fracionamento" ou "colunas de destilação", com diâmetro variando entre 65 cm a até 4 metros, e altura de 80 metros ou mais. Tais torres possuem escoadouros de líquidos intervalados na coluna, os quais permitem a retirada de diferentes  frações ou produtos que possuem diferentes ponto de ebulição. Os produtos mais leves (aqueles com pontos de ebulição mais baixo) saem do topo da coluna e os produtos mais pesados (aqueles como o ponto de ebulição mais alto) saem da parte inferior da coluna.
Para separar o petróleo bruto, que possui diferentes hidrocarbonetos de diferentes pontos de ebulição, observa-se que as frações de óleo cru com maior ponto de ebulição:
- tem mais átomos de carbono, possuindo maior peso molecular
- são mais viscosos
- são mais difíceis de se iniciar a combustão

Torres industriais de larga escala usam o refluxo para atingir uma separação mais completa dos produtos. O refluxo refere-se a porção do liquido condensado de uma torre de fracionamento que retorna para a parte superior da torre.
A destilação fracionada é também usada na separação do ar, produzindo oxigênio líquido, nitrogênio líquido, e argônio de alta pureza. A destilação de clorosilano também possibilita a produção de silício de alta pureza usada como um semicondutor.
Algumas vezes, uma embalagem é usada na coluna no lugar das bandejas, especialmente quando a bolhas de baixa pressão ao longo da coluna são necessárias, como quando a operação se da sob o vácuo.